# Dia de la Independència i la Unitat
El Dia de la Independència i la Unitat (en eslovè: Dan samostojnosti in enotnosti) és una festa nacional a la República d'Eslovènia que se celebra el 26 de desembre per commemorar la proclamació oficial dels resultats del Referèndum d'independència d'Eslovènia de 1990. El nom actual de la diada fou adoptat el setembre de 2005 a proposta del partit socialdemòcrata, llavors a l'oposició, per tal d'emfatitzar el consens nacional present a Eslovènia en 1990.
El Dia de la Independència i la Unitat no s'ha de confondre amb la Diada Nacional d'Eslovènia, que se celebra el 25 de juny en record de la declaració d'independència d'Eslovènia de 1991.